# Santana (Familienname)
Santana ist ein Familienname.

## Namensträger
- Adria Santana Rodríguez (1948–2011), kubanische Schauspielerin
- Altino Ribeiro de Santana (1915–1973), portugiesischer römisch-katholischer Geistlicher, Bischof von Beira
- Amilton de Santana (Amilton Miguel de Santana Filho, * 1992), belizischer Fußballspieler
- Ana de Santana (* 1960), angolanische Dichterin und Schriftstellerin
- Angel Santana (* 1977), spanischer Basketballspieler
- Antônio Ederaldo de Santana (* 1975), brasilianischer Geistlicher, Bischof von Irecê
- Aridane Santana (* 1987), spanischer Fußballspieler
- Armindo Avelino de Santana (1938–2006), brasilianischer Fußballspieler
- Carlos Santana (* 1947), US-amerikanischer Musiker mexikanischer Herkunft
- Carlos Santana (Kameramann) (* 1951), portugiesischer Kameramann
- Carlos Santana (Fußballspieler) (* 1953), costa-ricanischer Fußballspieler und -trainer
- Carlos Santana (Baseballspieler) (* 1986), dominikanischer Baseballspieler
- Cléber Santana (1981–2016), brasilianischer Fußballspieler
- Cremilda Santana (* 1946), brasilianische Schauspielerin
- Daneysha Santana (* 1994), puerto-ricanische Badmintonspielerin
- Domingo Santana (* 1992), dominikanischer Baseballspieler
- Ervin Santana (* 1982), dominikanischer Baseballspieler
- Federico Santana (* 1987), uruguayischer Gewichtheber
- Felipe Santana (* 1986), brasilianischer Fußballspieler
- Fidelis Júnior Santana da Silva (* 1981), brasilianischer Fußballspieler
- Francis Santana (1929–2014), dominikanischer Sänger
- Francisco Antunes Santana (1924–1982), portugiesischer Geistlicher, römisch-katholischer Bischof von Funchal
- Frantoni Santana, dominikanischer Songwriter
- Gabriel Santana Pinto (* 1990), brasilianischer Fußballspieler
- George Santana, südafrikanischer Automobilrennfahrer
- Graciete Santana (1980–2021), brasilianische Leichtathletin
- Guilhaume Santana (* 1982), französischer Fagottist und Hochschullehrer
- Joaquim Santana (1936–1989), portugiesischer Fußballspieler
- Joel Santana (* 1948), brasilianischer Fußballspieler und -trainer
- Johan Santana (* 1979), venezolanischer Baseballspieler
- Jonathan Santana (* 1981), argentinisch-paraguayischer Fußballspieler
- Jorge Santana (* 1954), mexikanischer Musiker
- José Santana (Leichtathlet) (* 1999), brasilianischer Leichtathlet
- José Edson Santana de Oliveira (* 1952), brasilianischer Geistlicher, Bischof von Eunápolis
- José Roberto Gomes-Santana (* 1978; Zé Roberto), brasilianischer Fußballspieler, siehe Zé Roberto (Fußballspieler, 1978)
- Juelz Santana (* 1982), US-amerikanischer Rapper
- Julien Santana, brasilianischer Fußballspieler
- Julio Santana (* 1973), ehemaliger dominikanischer Baseballpitcher
- Lee Santana (* 1959), US-amerikanischer Lautenist und Komponist
- Luan Santana (* 1991), brasilianischer Latin-Sänger
- Luis Santana (* 1958), dominikanischer Boxer
- Manuel Santana (1938–2021), spanischer Tennisspieler
- María de los Ángeles Santana (1914–2011), kubanische Schauspielerin
- Mario Santana (* 1981), argentinischer Fußballspieler
- Merlin Santana (1976–2002), US-amerikanischer Schauspieler
- Michel dos Reis Santana (* 1977), brasilianischer Fußballspieler
- Nico Santana Mojica (* 2002), deutscher Basketballspieler
- Nino Konis Santana (1957–1998), osttimoresischer Freiheitskämpfer und Politiker
- Norberto Santana Jr., dominikanischer Journalist
- Norberto Santana (Maler) (* 1943), dominikanischer Maler
- Pedro Santana (1801–1864), dominikanischer Politiker, Präsident zwischen 1844 und 1861
- Pedro Santana Lopes (* 1956), portugiesischer Politiker (PSD)
- Pedro de Santana Rocha († 2020), brasilianischer Journalist und Reporter
- Pedro Aparecido Santana (* 1973), brasilianischer Fußballspieler
- Pedro Henrique Alves Santana (* 2001), brasilianischer Fußballspieler
- Reginaldo de Santana (* 1975), brasilianischer Fußballspieler
- Rodrigo Santana (* 1979), brasilianischer Volleyballspieler
- Rosa Santana (* 1999), dominikanische Kugelstoßerin
- Salvador Santana (* 1983), US-amerikanischer Musiker
- Sergio Santana (* 1979), mexikanischer Fußballspieler
- Sixto Batista Santana († 2014), kubanischer Militär und Politiker
- Telê Santana (1931–2006), brasilianischer Fußballspieler und -trainer
- Thiago Santos Santana (* 1993), brasilianischer Fußballspieler
- Tito Santana (* 1953), US-amerikanisch-mexikanischer Profiwrestler
- Ubaldo Santana (* 1941), venezolanischer Ordensgeistlicher, Erzbischof von Maracaibo
- Vasco Santana (1898–1958), portugiesischer Schauspieler
- Victor Hugo Santana Carvalho (* 1998), brasilianischer Fußballspieler, siehe Vitinho (Fußballspieler, März 1998)
- Viviane de Santana Paulo (* 1966), deutsch-brasilianische Schriftstellerin
- Willians dos Santos Santana (* 1988), brasilianischer Fußballspieler